# Хоэнберг-Круземарк
Хоэнберг-Круземарк (нем. Hohenberg-Krusemark) — община в Германии, в земле Саксония-Анхальт. 
Входит в состав района Штендаль. Подчиняется управлению Арнебург-Гольдбек.  Население составляет 1310 человек (на 31 декабря 2010 года). Занимает площадь 24,37 км².

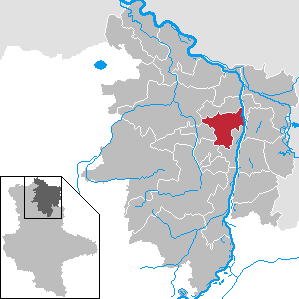
Хоэнберг-Круземарк